# Viscount Lonsdale

Wappen der Viscounts Lonsdale

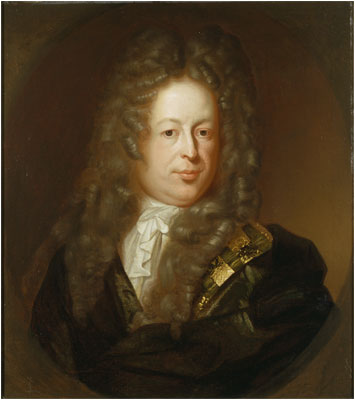
John Lowther, 1. Viscount Lonsdale

Viscount Lonsdale war ein erblicher britischer Adelstitel, der je einmal in der Peerage of England und in der Peerage of Great Britain geschaffen wurde.

## Verleihungen, nachgeordnete und weitere Titel
Erstmals wurde der Titel am 28. Mai 1696 in der Peerage of England dem Unterhausabgeordneten und ehemaligen First Lord of the Admiralty Sir John Lowther, 2. Baronet, verliehen. Zusammen mit der Viscountwürde erhielt er auch den nachgeordneten Titel Baron Lowther. Beide Titel erloschen beim Tod des 3. Viscounts am 12. März 1751.
In zweiter Verleihung wurde am 24. Mai 1784 in der Peerage of Great Britain für Sir James Lowther, 5. Baronet, neu geschaffen. Dieser war ein Großonkel des 3. Viscounts erster Verleihung und hatte von diesem bereits die Baronetwürde geerbt. Zusammen mit der Viscountcy wurden diesem auch die Titel Earl of Lonsdale, Viscount Lowther, Baron Lowther, Baron of the Barony of Kendal und Baron of the Barony of Burgh verliehen. Als sich abzeichnete, dass er keine Nachkommen haben würde wurden ihm in der Peerage of Great Britain am 26. Oktober 1797 die Titel Viscount Lowther und Baron Lowther verliehen, beide mit dem besonderen Vermerk, dass sie auch an dessen Cousin, Rev. Sir William Lowther, 1. Baronet, vererbbar seien. Bei seinem Tod 1802 erloschen das Earldom und seine übrigen Titel von 1784, seine 1797 verliehenen Titel fielen gemäß dem besonderen Vermerk an seinen Cousin.

## Liste der Viscounts Lonsdale

### Viscounts Lonsdale, erste Verleihung (1696)
- John Lowther, 1. Viscount Lonsdale (1655–1700)
- Richard Lowther, 2. Viscount Lonsdale (1692–1713)
- Henry Lowther, 3. Viscount Lonsdale (1694–1751)

### Viscounts Lonsdale, zweite Verleihung (1784)
- James Lowther, 1. Earl of Lonsdale, 1. Viscount Lonsdale (1736–1802)